# Jorge Ortiz (Fußballspieler, 1984)
Jorge Alberto Ortiz (* 20. Juni 1984 in Castelar) ist ein ehemaliger argentinischer Fußballspieler. Der Mittelfeldspieler war von 2008 bis 2010 in Schweden aktiv, wo er mit AIK Meister und Pokalsieger wurde. 2013 gewann er mit dem CA Lanús die Copa Sudamericana.

## Werdegang
Ortiz begann seine Fußballkarriere beim CA San Lorenzo de Almagro. Für den Klub debütierte er am 13. Juni 2004 in der Primera División.  Im Sommer 2006 wurde er für eine Spielzeit an den Ligarivalen Arsenal de Sarandí verliehen. 2007 kehrte er für ein halbes Jahr zum CA San Lorenzo de Almagro zurück, ehe er nach insgesamt 98 Spielen in der Primera División im Frühjahr 2008 Argentinien verließ und für 6,7 Millionen Kronen nach Schweden wechselte. Bei AIK, bei dem er die Rückennummer „5“ erhielt, war er neben Iván Óbolo und Lucas Valdemarín der dritte Argentinier in der Mannschaft. Beim Klub aus Solna etablierte er sich unter Trainer Rikard Norling in der Stammformation und erreichte mit der Mannschaft den fünften Rang in der Spielzeit 2008.
Unter dem neuen Trainer Mikael Stahre gehörte Ortiz auch im folgenden Jahr zur Stammformation. Mit 27 Ligaeinsätzen trug er zum Gewinn des Lennart-Johansson-Pokals für den schwedischen Landesmeister bei. Auch im Pokalfinale nach Saisonschluss stand er in der Startformation und konnte nach dem 2:0-Erfolg durch Tore seines Landsmanns Óbolo und des Brasilianers Antônio Flávio das Double feiern. Nach einer weiteren Halbserie in Schweden, in der er mit dem Klub in den Abstiegskampf geriet, löste der Klub mit ihm den Vertrag. Er folgte Óbolo zu Arsenal de Sarandí.